# Sharpite
La sharpite (simbolo IMA: Shp) è un raro minerale della famiglia dei "carbonati e nitrati" con composizione chimica Ca(UO2)3(CO3)4 • 3H2O.

## Etimologia e storia
La sharpite, descritta da J. Mélon, prende il nome dal maggiore Robert Rich Sharp (1881 - 1960), scopritore nel 1915 del giacimento di uranio di Shinkolobwe, nello Stato che al tempo si chiamava Zaire.

## Classificazione
La nona edizione della sistematica dei minerali di Strunz, aggiornata dall'Associazione Mineralogica Internazionale (IMA) fino al 2009, elenca la sharpite nella classe "5. Carbonati (nitrati)" e nella sottoclasse "5.E Carbonati di uranile"; questa viene ulteriormente suddivisa in base al rapporto tra lo ione uranile e l'anione carbonato, in modo tale che la sharpite possa essere trovata nella sezione "5.EA UO2:CO3 > 1:1" dove è l'unico membro del sistema nº 5.EA.35.
Tale classificazione viene mantenuta anche nell'edizione successiva, proseguita dal database "mindat.org" e chiamata Classificazione Strunz-mindat.
Nella Sistematica dei lapis (Lapis-Systematik) di Stefan Weiß la sharpite si trova nella classe dei "nitrati, carbonati e borati" e nella sottoclasse dei "carbonati di uranile [UO2]2+ – [CO3]2-" dove forma il sistema nº V/F.04 insieme ad albrechtschraufite, línekite, rabbittite e urancalcarite.
Anche la classificazione dei minerali secondo Dana, usata principalmente nel mondo anglosassone, elenca la sharpite nella famiglia dei "carbonati, nitrati e borati"; qui è nella classe e nella sottoclasse (entrambe con lo stesso nome) dei "carbonati - idrossilici o alogeni"; qui forma il sistema nº 16b.07.10 di cui è l'unico membro.

## Abito cristallino
La sharpite cristallizza nel sistema ortorombico nel gruppo spaziale Cmcm (gruppo nº 63) con le costanti di reticolo a = 4,9032(4) Å, b = 15,6489(11) Å e c = 22,0414(18) Å, oltre ad avere 4 unità di formula per cella unitaria.

## Origine e giacitura
La sharpite è un minerale secondario molto raro formatosi nella zona di ossidazione dei depositi idrotermali di uranio, la paragenesi è con becquerelite, curite, iantinite, masuyite, schoepite, vandenbrandeite, uraninite e uranofane.
La sharpite è un minerale molto raro ed è stato trovato solo nella sua località tipo, la miniera di "Shinkolobwe" nella provincia dell'Alto Katanga (Repubblica Democratica del Congo), nella miniera di "Le Brugeaud" presso Bellac dove si rinviene in una gummite gialla e terrosa  e il deposito di uranio "Kruth 2" presso Kruth (entrambi in Francia), nel deposito di uranio "Bühlskopf" di Birkenfeld (Renania-Palatinato, Germania) e nella miniera di uranio di Kletno nel distretto di Kłodzko (Polonia).

## Forma in cui si presenta in natura
La sharpite si presenta in cristalli aghiformi molto fini, di dimensioni fino a 5 mm, in aggregati subparalleli, tipicamente fibrosi radiali piatti, ma può anche presentarsi in formazioni crostose.
I cristalli sono traslucidi di colore giallo verdastro, verde oliva, verde pallido o grigio pallido; assume colore giallo pallido in luce trasmessa.

## Proprietà chimico-fisiche
La sharpite è pleocroica, assume color X = Y = marrone chiaro, giallo-verde molto chiaro lungo le direzioni {\displaystyle x} e {\displaystyle y}, mentre è di color giallo-verde chiaro lungo la direzione {\displaystyle z}.
Inoltre è solubile in acidi diluiti con conseguente effervescenza.
A causa del suo contenuto di uranio la sharpite è radioattiva a causa del suo contenuto di uranio fino al 66,85%. Tenendo conto delle proporzioni degli elementi radioattivi nella formula molecolare idealizzata e dei successivi decadimenti della serie di decadimento naturale, viene data un'attività specifica di 119,66 kBq/g per il minerale (per confronto, il potassio naturale possiede un'attività specifica di 0,0312 kBq/g).